# Graphium megaera
Espèce
Statut de conservation UICN

 VU A2c : Vulnérable
Graphium megaera est une espèce de lépidoptères appartenant à la famille des Papilionidae.
Il est endémique aux Philippines.